# Bundesverband Homosexualität
Der Bundesverband Homosexualität (BVH) war der Versuch einer Dachorganisation für Homosexuelle in der (westdeutschen) Bundesrepublik. Der BVH, der als eingetragener Verein organisiert war, wurde 1986 in Köln gegründet und 1997 aufgelöst.
Die Existenz des Vereins fiel in die Zeit des Kampfes gegen AIDS sowie eines sozialen, politischen und juristischen Wandels, unter anderem ausgelöst durch die deutsche Wiedervereinigung.
Von Beginn an hatte sich der BVH zum Ziel gesetzt, die Interessen der Schwulenbewegung zu vertreten, durch politische Arbeit ebenso wie durch Aktivismus. Eine Hauptforderung des Grundsatzprogramms war die Streichung des § 175 StGB. Außerdem organisierte er gemeinsam mit der 1993 gegründeten AIDS-Hilfe Proteste gegen staatliche Überwachungsversuche.
Programmatisch knüpfte der BVH an die Schwulenbewegung der 1970er Jahre an und stand der Öffnung der Ehe bzw. Einführung der Lebenspartnerschaft für gleichgeschlechtliche Paare ablehnend gegenüber. Parallel zur Angleichung von bundesdeutschem und DDR-Recht und der damit verbundenen Abschaffung von § 175 im Jahr 1994 forderten auch „reformistische“ Aktive innerhalb des BVH die Einführung der „Homo-Ehe“, fanden jedoch hierfür in ihrem Verband keinen Rückhalt. Sie schlossen sich deshalb dem 1990 in Leipzig gegründeten Schwulenverband Deutschland (SVD) an, der seine Wurzeln in der DDR-Bürgerrechtsbewegung hatte.
Die Politikwissenschaftlerin Louise K. Davidson-Schmich beschrieb 2017 die Uneinigkeit über die weitere Ausrichtung beim Thema Lebensformenpolitik und die gesamtdeutsche Ausrichtung und Anziehungskraft des anderen Verbandes (inzwischen: LSVD+ – Verband Queere Vielfalt e. V.), dem prominente Aktivisten wie etwa Volker Beck oder Manfred Bruns beitraten bzw. übertraten, bis sich 1997 der Bundesverband Homosexualität schließlich auflöste.
Das Archiv des BVH wird im Schwulen Museum in Berlin aufbewahrt.